# Nicolas Pépé
Nicolas Pépé (Mantes-la-Jolie, Francia, 29 de mayo de 1995) es un futbolista profesional marfileño que juega como delantero en el Villarreal C. F. de la Primera División de España.

## Trayectoria
Pépé comenzó su carrera en el Poitiers F. C. francés, con el que debutó en la quinta división del fútbol francés en la temporada 2012-13. En 2013 firmó por el Angers S. C. O., aunque en su primera campaña sólo jugó en su equipo filial.
El 26 de agosto de 2014 debutó con el Angers en un encuentro de la Copa de la Liga ante el Arles-Avignon. El 26 de noviembre jugó su primer partido en la Ligue 2, empatando 1-1 contra el A. C. Ajaccio. Fue cedido, para la campaña 2015-16, al U. S. Orléans del Championnat National. El equipo logró el ascenso de categoría, mientras que el delantero franco-marfileño colaboró con siete tantos. En la temporada 2016-17, con el Angers en la Ligue 1, jugó la final de la Copa de Francia que acabó en derrota por 0 a 1 ante el PSG.
El 21 de junio de 2017 firmó un contrato de cinco temporadas con el Lille O. S. C., que pagó cerca de diez millones de euros por su traspaso. El 5 de noviembre marcó su primer doblete en el triunfo por 3 a 0 ante el F. C. Metz. Pépé acabó la temporada como máximo goleador de la plantilla, con trece tantos que fueron claves para lograr la permanencia.
El 15 de septiembre de 2018 anotó su primer hat-trick (dos de penalti), en la Ligue 1, en un triunfo por 3 a 2 ante el Amiens. El 4 de diciembre marcó el único gol del partido ante el Montpellier, que permitió situar a su equipo como segundo clasificado. El 25 de febrero marcó un doblete en el triunfo por 2 a 1 ante el Olympique de Marsella, alcanzando así los quince tantos. El 14 de abril marcó uno de los tantos en la goleada por 5 a 1 ante el PSG. Al término de la temporada, fue galardonado con el Premio Marc-Vivien Foé que reconoce al mejor jugador africano de la Ligue 1.
El 1 de agosto de 2019, y tras un mercado repleto de rumores acerca de su fichaje por el Napoli, se convirtió en nuevo jugador del Arsenal por 80 millones de euros, lo que le convirtió en el fichaje más caro de la historia del club londinense hasta ese momento.
Después de tres temporadas en Londres, el 25 de agosto de 2022 se hizo oficial su vuelta al fútbol francés tras ser cedido al O. G. C. Niza.
El 10 de septiembre de 2023 se hizo oficial la rescisión de contrato con el equipo londinense y su fichaje por el Trabzonspor de la Superliga de Turquía. Fichó por un año y el siguiente se unió al Villarreal C. F. por dos temporadas.

## Selección nacional
Fue convocado por la selección de Costa de Marfil, en noviembre de 2016, gracias al origen de sus padres. Debutó el 15 de noviembre en un amistoso ante la selección de Francia.
Fue convocado para participar en la Copa Africana de Naciones de 2017, aunque no jugó ninguno de los tres partidos. El 24 de marzo de 2018 marcó sus primeros goles con la selección marfileña al anotar un doblete en un amistoso ante Togo.

## Estadísticas

### Clubes
Actualizado al último partido disputado el 25 de mayo de 2025.
| Club                      | Div.          | Temporada     | Liga  | Liga  | Copas nacionales | Copas nacionales | Copas internacionales | Copas internacionales | Total | Total | Media goleadora |
| Club                      | Div.          | Temporada     | Part. | Goles | Part.            | Goles            | Part.                 | Goles                 | Part. | Goles | Media goleadora |
| ------------------------- | ------------- | ------------- | ----- | ----- | ---------------- | ---------------- | --------------------- | --------------------- | ----- | ----- | --------------- |
| Angers S. C. O. Francia   | 2.ª           | 2014-15       | 7     | 0     | 3                | 3                | —                     | —                     | 10    | 3     | 0.3             |
| U. S. Orléans Francia     | 3.ª           | 2015-16       | 29    | 7     | 3                | 1                | —                     | —                     | 32    | 8     | 0.25            |
| U. S. Orléans Francia     | Total club    | Total club    | 29    | 7     | 3                | 1                | —                     | —                     | 32    | 8     | 0.25            |
| Angers S. C. O. Francia   | 1.ª           | 2016-17       | 33    | 3     | 6                | 0                | —                     | —                     | 39    | 3     | 0.08            |
| Angers S. C. O. Francia   | Total club    | Total club    | 40    | 3     | 9                | 3                | —                     | —                     | 49    | 6     | 0.12            |
| Lille O. S. C. Francia    | 1.ª           | 2017-18       | 36    | 13    | 2                | 1                | —                     | —                     | 38    | 14    | 0.37            |
| Lille O. S. C. Francia    | 1.ª           | 2018-19       | 38    | 22    | 4                | 1                | —                     | —                     | 42    | 23    | 0.55            |
| Lille O. S. C. Francia    | Total club    | Total club    | 74    | 35    | 6                | 2                | —                     | —                     | 80    | 37    | 0.46            |
| Arsenal F. C. Inglaterra  | 1.ª           | 2019-20       | 31    | 5     | 5                | 1                | 6                     | 2                     | 42    | 8     | 0.19            |
| Arsenal F. C. Inglaterra  | 1.ª           | 2020-21       | 29    | 10    | 5                | 0                | 13                    | 6                     | 47    | 16    | 0.34            |
| Arsenal F. C. Inglaterra  | 1.ª           | 2021-22       | 20    | 1     | 3                | 2                | —                     | —                     | 23    | 3     | 0.13            |
| Arsenal F. C. Inglaterra  | Total club    | Total club    | 80    | 16    | 13               | 3                | 19                    | 8                     | 112   | 27    | 0.24            |
| O. G. C. Niza Francia     | 1.ª           | 2022-23       | 19    | 6     | 1                | 0                | 8                     | 2                     | 28    | 8     | 0.29            |
| O. G. C. Niza Francia     | Total club    | Total club    | 19    | 6     | 1                | 0                | 8                     | 2                     | 28    | 8     | 0.29            |
| Trabzonspor Turquía       | 1.ª           | 2023-24       | 19    | 5     | 4                | 1                | —                     | —                     | 23    | 6     | 0.26            |
| Trabzonspor Turquía       | Total club    | Total club    | 19    | 5     | 4                | 1                | 0                     | 0                     | 23    | 6     | 0.26            |
| Villarreal C. F. · España | 1.ª           | 2024-25       | 28    | 3     | 0                | 0                | —                     | —                     | 28    | 3     | 0.11            |
| Villarreal C. F. · España | Total club    | Total club    | 28    | 3     | 0                | 0                | 0                     | 0                     | 28    | 3     | 0.11            |
| Total carrera             | Total carrera | Total carrera | 289   | 75    | 36               | 10               | 27                    | 10                    | 352   | 95    | 0.27            |
| 1. 2. 3.                  |               |               |       |       |                  |                  |                       |                       |       |       |                 |

## Palmarés

### Títulos nacionales
| Título           | Club          | País       | Año  |
| ---------------- | ------------- | ---------- | ---- |
| FA Cup           | Arsenal F. C. | Inglaterra | 2020 |
| Community Shield | Arsenal F. C. | Inglaterra | 2020 |

### Títulos internacionales
| Título                    | Equipo          | Sede            | Año  |
| ------------------------- | --------------- | --------------- | ---- |
| Copa Africana de Naciones | Costa de Marfil | Costa de Marfil | 2023 |